# Gare de Koshinokata
 (octobre 2024).
La gare de Koshinokata (越ノ潟駅, Koshinokata-eki) est une gare ferroviaire située à Imizu, dans la préfecture de Toyama, au Japon. C'est le point de départ de la ligne Shinminatokō, une des deux lignes composant la ligne Manyō exploitée par la Manyōsen.

## Histoire
La gare a été inaugurée le 12 octobre 1930 avec l'extension de la ligne d'Echū Tetsudō entre Horioka et Koshinokata. À l'époque, l'Echū Tetsudō a créé une société affiliée, Echitetsu Unyū Kōgyō, pour attirer plus de passagers, et a développé la plage de Koshinokata Kaigan, attirant des restaurants et des auberges. 
Après la guerre, le tourisme a repris et, dans les années 1950, plus de 100 000 visiteurs annuels venaient chaque année. Lorsque le port de Toyama a été creusé, le segment entre Koshinokata et Horioka a été supprimé, et la gare est devenue un terminus.
Depuis le 1er avril 2002, la gestion de la ligne est transférée à la Manyōsen, qui gère la gare aujourd'hui.

## Structure de la gare
La gare est composée d'un seul quai avec une seule voie. Autrefois, elle avait deux quais avec des rails supplémentaires au nord, mais ces rails ont été enlevés.